# Kielholen

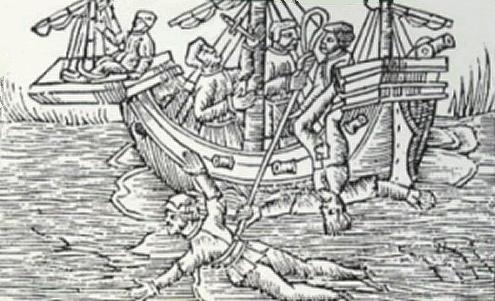
Darstellung auf einem Holzstich aus dem 15. oder 16. Jahrhundert

Kielholen war eine schwere Form der Bestrafung in der Seefahrt.

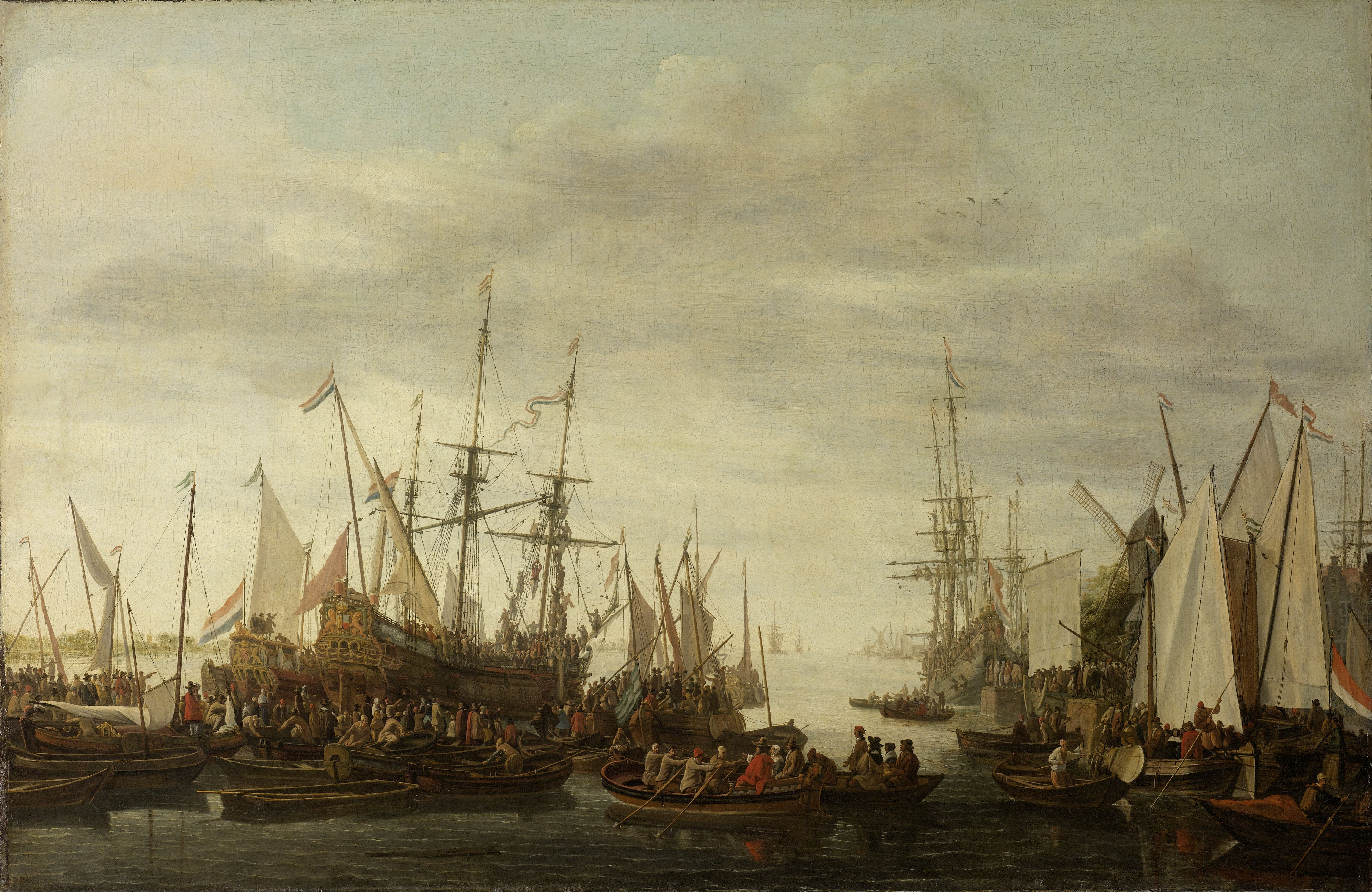
Auf dem Schiff in der Bildmitte wird eine Person gekielholt. Gemälde von Lieve Verschuier

## Begriffserklärung
Das Kielholen war eine schwere Disziplinarstrafe auf See, bei der ein gefesselter Delinquent über die Bordwand eines Schiffes geworfen und unter dem Schiffsboden über den Kiel auf die andere Seite gezogen wurde. Erste bildliche Darstellungen lassen sich bis ins fünfte Jahrhundert vor Christus zurückführen, wie eine Illustration auf einer griechischen Vase zeigt. Die erste schriftliche Erwähnung stammt aus einer Anweisung in mittelniederländischer Sprache von 1537. Sie schreibt vor, dass Seeleute, die sich während ihres Wachdienstes der Trunkenheit schuldig machen, an Bord Schlägereien verursachen oder ihre Kameraden mit einem Messer bedrohen, bestraft werden sollen, indem sie unter den Kiel gezogen werden. Außerhalb der Niederlande kam die Bestrafung im Laufe des 18. Jahrhunderts allmählich außer Gebrauch.

## Durchführung der Strafe
Die Strafe bestand darin, ein Seil unter dem Schiff von einer Rah zur anderen zu führen. Der Schuldige wurde an das Seil gebunden, oft mit zusätzlichen Gewichten, ins Meer geworfen, dann unter den Schiffsboden gezogen, wo er auf der anderen Seite wieder auftauchte, um unmittelbar darauf wieder in die andere Richtung gezogen zu werden. Kielholen endete angesichts der schweren Verletzungen, die durch raue Ablagerungen wie Seepocken und scharfschalige Entenmuscheln am Schiffsrumpf entstanden (siehe Fouling), oft tödlich. Außerdem spielte die Größe des Schiffes eine wichtige Rolle, denn je breiter ein Schiff war, desto länger und schwerer war die Strafe. Entscheidend war daher, wie schnell am Seil gezogen wurde und ob der zu Strafende selbst schwimmen oder tauchen konnte, um ausreichend Abstand zum Rumpf zu halten. Manchmal wurde der zu Strafende mit zusätzlichen Gewichten beschwert, um Verletzungen zu vermeiden.